# Ritenuto
Ritenuto, een van oorsprong Italiaanse muziekterm, is een aanduiding met betrekking tot de interpretatie of de voordracht van een muziekwerk. 
Ritenuto (afkorting: rit.) en ritardando (afkorting: ritard.) worden vaak door elkaar gebruikt. Er is echter een onderscheid in nuance: 
- ritardando is letterlijk 'vertragend',
- ritenuto is letterlijk 'terughoudend'.

Men komt in plaats van ritardando ook de term rallentando (= 'vertragend') tegen.
Ritenuto heeft primair betrekking op het karakter (ofwel de timing, kleur, dynamiek en agogiek), maar kan daarnaast ook van invloed zijn op het tempo. Doorgaans gaat een ritenuto ook met een lichte vertraging gepaard.
In de notatie kunnen zowel "ritenuto" (of "rit.") als "ritardando" (of "ritard.") gevolgd worden door een horizontale stippellijn. Dit houdt in dat het beoogde effect doorloopt tot de stippellijn eindigt. Er kunnen tempo-aanduidingen aan het begin en het eind van die stippellijn of bij de betreffende episode staan, die de mate van vertraging aangeven.